# Kaloyanovo (huyện)
Kaloyanovo là một huyện thuộc tỉnh Plovdiv, Bungaria. Dân số thời điểm năm 2001 là 13649 người.